# Ворот (Смолевицький район)
Ворот (біл. вёска Вароць) — село в складі Смолевицького району Мінської області, Білорусь. Село підпорядковане Пекалинській сільській раді, розташоване в центральній частині області.